# Шувалов, Пётр Иванович
Граф (с 5 сентября 1746) Пётр Ива́нович Шува́лов (1711 — 4 [15] января 1762, Санкт-Петербург) — русский государственный и военный деятель, глава русского правительства на исходе царствования императрицы Елизаветы Петровны, генерал-фельдмаршал, конференц-министр, камергер, сенатор, реформатор и изобретатель. Отец писателя Андрея Шувалова, от которого происходят последующие графы Шуваловы.

## Биография
Из мелких костромских помещиков. Второй сын Ивана Максимовича Старшего, выборгского коменданта. Старший брат, Александр Иванович Шувалов, генерал-фельдмаршал, в течение многих лет возглавлял тайную канцелярию.
Служил пажом при дворе в последние годы царствования Петра I; потом камер-юнкером при царевне Елизавете Петровне, принял деятельное участие в перевороте 1741 года, в том же году производится в камергеры, гвардейские подпоручики и генерал-майоры. В следующем году получает ордена Св. Анны и Св. Александра Невского, чин поручика гвардии; в 1744 году производится в генерал-лейтенанты, становится сенатором. В 1746 году возводится в графское достоинство Российской империи, в 1748 году делается генерал-адъютантом. Стремительному возвышению Шувалова много способствует его жена, Мавра Егоровна, урождённая Шепелева, ближайшая с юных лет подруга Елизаветы.
Влияние Шувалова становится почти безраздельным с 1749 года, когда шуваловской партии удаётся провести в фавориты Елизаветы его двоюродного брата, Ивана Ивановича Шувалова. С этого времени граф является одним из главнейших сановников империи, ни одно государственное дело не может быть решено без его участия, всесильный прежде канцлер Бестужев всё чаще вынужден уступать Шуваловым в борьбе за власть. Поток милостей, подарков, наград, выгодных заказов из казны не иссякает для графа до самой смерти Елизаветы.
Пётр Шувалов пережил императрицу всего лишь на 10 дней. От императора Петра III он успел получить звание генерал-фельдмаршала. В последние годы ему приходится перенести и ряд тяжёлых личных потерь: в 1755 году теряет старшего сына Николая, а 2 июня 1759 года — жену, которой был многим обязан. Вторая жена Анна, дочь сенатора князя И. В. Одоевского, также умирает, не прожив с ним и года, в 1761 году, при родах.
Годы пребывания у власти наполнены для Шувалова кипучей реформаторской деятельностью. По описанию современников, дом его напоминает огромную канцелярию, а не дворец вельможи. От своих подчинённых граф также неустанно требует новых идей, проектов, улучшений, предложений реформ. Он окружил себя такими же талантливыми и энергичными дилетантами, каким был и сам. Не обременённый образованием, но наделённый от природы колоссальными работоспособностью, честолюбием, энергией и упорством, Шувалов в любом деле, с которым ему приходится сталкиваться, пытается произвести кардинальные преобразования. Заслугами графа стали:
- инициация Генерального межевания земель;
- разделение страны на войсковые округа (полосы) для упорядочивания рекрутских наборов;
- отмена внутренних таможен.

Среди наиболее интересных преобразований, предложенных, но не осуществлённых при его жизни, можно выделить:
- создание коммерческой комиссии, особого учреждения при Сенате для разработки плана торгово-промышленной политики;
- проект создания государственной сети хлебных запасных магазинов для создания резервов сельскохозяйственной продукции, чтобы обеспечить армию довольствием, контролировать цены на хлеб и избавить крестьян от обременительных для них войсковых постоев. Несмотря на одобрение проекта Екатериной II (именной указ от 20 августа 1762 года) он не был осуществлён из-за отсутствия средств в казне. Реальные шаги к созданию хлебных магазинов смог предпринять только Павел I, но даже при его преемнике исполнение правил о запасных хлебных магазинах так и не налажено.

В 1754 году винокурение было объявлено дворянской монополией. Винным откупщиком по всей Сибири стал граф Пётр Иванович Шувалов.
Последствия его реформ неоднозначны, некоторые из них нанесли, скорее, вред и ввели казну в убыток. Известна и ядовитая, небезосновательная оценка «принципиев», которыми руководствовался граф в своей преобразовательной деятельности, Екатериной II, полагавшей, что они были «хотя и не весьма для общества полезными, но достаточно прибыльными для самого его» (то есть Шувалова). За годы работы граф стал одним из самых богатых откупщиков России, собрав в своих руках прибыльные промыслы.
Тем не менее, если имя Шувалова сохранилось в истории России, то не благодаря тому, что его жена состояла в наперсницах, а двоюродный брат в фаворитах у самодержицы, но благодаря предложенным и проведённым им новшествам, таким, как уничтожение внутренних таможенных пошлин, учреждение первых российских банков, благодаря проекту Военной академии, преобразованию российской артиллерии в бытность Шувалова на посту генерал-фельдцейхмейстера и многим другим реформам и нововведениям, так или иначе связанным с его именем.
Также с именем Шувалова связано основание многих промышленных и горных предприятий, таких как Гороблагодатские и Камские заводы и др.
О Петре Шувалове нелестно отзывался князь Михаил Щербатов в своей работе «О повреждении нравов в России»:
«Тако сластолюбие повсюду вкоренялось, к разорению домов и к повреждению нравов. Но где оно наиболее оказало вредных своих действий? И где оно, соединяясь с пышностию и властолюбием, можно сказать, оказало свою победу над добрыми нравами? Сие было в особе графа Петра Ивановича Шувалова». Про Шувалова он пишет очень подробно, как тот всячески окружал себя роскошью и зарабатывал на близости к короне. Среди прочего он отмечает, что «Петр Иванович Шувалов был человек умный, быстрый, честолюбивый, корыстолюбивый, роскошный, был женат на Мавре Егоровне Шепелевой, женщине исполненой многими пороками, а однако любимице императрицыной».
Он вводил монополии на различные категории товаров, среди которых вино и табак, и был их главным выгодоприобретателем. Увеличил пошлины на ряд случайно выбранных товаров, увеличил цену на соль, что стало причиной недостатка и болезней в городах. Плавил пушки на монеты и гордился этим заявляя что якобы «неизвестное и погибшее сокровище в сокровище обращающееся обратил». Согласно закону Петра Великого о передаче рудокопных заводов в частные руки потребовал себе в частности Гороблагодацкой по сильно заниженной цене. Щербатов так отзывается о нём: «Властолюбие его, равно как и корыстолюбие, пределов не имело».
Про его сочинение нового уложения сказано следующее: «Наполнили они сочиненное свое уложенье множество пристрастными статьями, по которым каждый хотел или свои дела решить, или, начавши новые, воспользоваться разорением других. Наполнили его неслыханными жестокостями пыток и наказаний, так что, когда по сочинении оное было без чтения сенатом и других государственных чинов поднесено к подписанию Государыни, и уже готова была сия добросердечная Государыня не читая подписать, перебирая листы, вдруг попала на главу пыток, взглянула на нее, ужаснулась тиранству и, не подписав, велела переделывать. Тако чудесным образом избавилась Россия от сего бесчеловечного законодательства».
Пётр Иванович похоронен на Лазаревском кладбище Александро-Невской лавры, а его первая жена с сыном Николаем — в холодной Спасской церкви, в пределе Николая Чудотворца, Николаевского Малицкого мужского монастыря Тверской области.

## Реформы Шувалова

### Артиллерия
В послепетровское время артиллерийское дело в России находится в застое, артиллерийское ведомство возглавляется людьми далёкими от артиллерии, не без иронии сообщает А. Нилус о результатах их деятельности: один перевёл на русский сочинение французского военного теоретика, другой — заставил артиллеристов посыпать волосы пудрой и т. п.
В итоге российская артиллерия и качественно, и количественно отстаёт от современной ей западноевропейской, что, в условиях подготовки к большой европейской войне, позднее названной Семилетней, является серьёзной проблемой. Основными недостатками российской артиллерии в указанный период являются малая мобильность, связанная с высоким весом орудий; большое разнообразие калибров; слабая подготовка артиллеристов (на всю страну — единственная артиллерийская школа с одним учителем, к тому же, горьким пьяницей, подозреваемым в убийстве троих человек).
Положение кардинально меняется с назначением П. И. Шувалова генерал-фельдцейхмейстером, то есть главой артиллерийского ведомства, в 1756 году. Ещё в 1753 году он предложил Сенату изобретённую им «секретную гаубицу». Назначение Шувалова на пост генерал-фельдцейхмейстера стимулирует изобретательскую активность, в короткий срок появляется много новых проектов, среди которых имеются как дельные, так и пустые и нереализуемые. В целом, этот всплеск изобретательства приводит к созданию оригинальных российских типов орудий, лучшие из которых сохранились без изменения на вооружении российской армии до второй половины XIX века и послужили образцами для подражания в Европе. «Гаубица Шувалова» прославилась в Кунерсдорфском сражении (1759 год), Фридрих Великий писал о ней:

Эти пушки — порождение дьявола. Я ничего так не боюсь, как русских пушек.

Однако, в ряде других источников, в частности в «ЭСБЕ» шуваловская секретная гаубица описывается далеко не так восторженно. В частности там говорится: «…отличалась овальным с большой осью, параллельной земле, и расширяющимся от казённой части каналом. Изобретатель полагал, что такой вид канала будет способствовать разлёту картечи, но опыт этого не оправдал, так как разлёт зависит от давления пуль одна на другую, а не от сечения канала. Ш. гаубица, не давая преимуществ при стрельбе картечью, хуже обыкновенных гаубиц стреляла гранатой, поэтому начальники были против неё, но отменить её было возможно только после смерти Шувалова в 1762 г.».
Шуваловская «секретная» гаубица (которую описывал прусский король Фридрих II Гогенцоллерн) и шуваловский «единорог» (которого он же так сильно боялся и у которого не было овального канала ствола) — две разных модели артиллерийских орудий, поэтому обе приведённые цитаты истинны и не содержат в себе логического противоречия.
Спустя непродолжительное время Шувалов уже может предложить Елизавете «Атлас новой артиллерии», «изобретённой им» (скромность не принадлежала к достоинствам графа).
Безусловно полезным нововведением Шувалова стал переход полевой артиллерии на правильные штаты: в 1757 году введены артиллерийские бригады (с 1760 года по 20 орудий в каждой); орудия, орудийная прислуга и средства тяги на каждое орудие стали постоянными подразделениями; введены должности полкового и дивизионного артиллерийских офицеров (прообраз начальников артиллерии полка и дивизии); введена особая форма для артиллеристов; реформирована подготовка артиллерийских кадров: офицеры с 1758 года готовились в Объединённой артиллерийской и инженерной дворянской школе (с 1762 — Артиллерийский и инженерный шляхетный кадетский корпус), нижние чины — в специально учреждённых лагерях (ранее они готовились непосредственно в войсках); вводилось обучение стрельбе артиллерии через головы своей пехоты и одновременное ведение артиллерийского огня из двух линий орудий, расположенных одна за другой. В последний год жизни П. И. Шувалов готовил проект учреждения Артиллерийской академии, не успев его завершить.

## Награды
- Орден Святого апостола Андрея Первозванного (18 декабря 1753)
- Орден Святого Александра Невского (25 апреля 1742)
- Орден Святой Анны (5 февраля 1742)
- Орден Белого Орла (Речь Посполитая)

## Киновоплощения
- 2015 — Великая — Виктор Тереля.